# Paradorydium mustafai
Paradorydium mustafai är en insektsart som beskrevs av Hakan Demir 2005. Paradorydium mustafai ingår i släktet Paradorydium och familjen dvärgstritar. Inga underarter finns listade i Catalogue of Life.